# Corynabutilon vitifolium
Corynabutilon vitifolium là một loài thực vật có hoa trong họ Cẩm quỳ. Loài này được (Cav.) Kearney mô tả khoa học đầu tiên năm 1949.